# Europese Partij (Cyprus)
De Europese Partij (Grieks: Ευρωπαϊκό Κόμμα (Ευρωκό), Evropaiko Komma, (Evroko)), is een politieke partij in Cyprus die in 2005 is opgericht.
In parlementsverkiezingen van 2006 kreeg de partij 24.196 stemmen (5,8%, 3 zetels).
De jongerenorganisatie gelieerd aan de partij is Νεολαία Ευρωπαϊκό Κόμμα.